# Скрипово (Тульская область)
Скрипово — деревня в Заокском районе Тульской области России.
В рамках административно-территориального устройства входит в Страховский сельский округ Заокского района, в рамках организации местного самоуправления включается в Страховское сельское поселение.

## География
Деревня расположена на северо-западной границе посёлка городского типа Заокский.

## Население
| 2002 | 2010 |
| ---- | ---- |
| 8    | ↗222 |